# Schießplatzgraben
Der Schießplatzgraben ist ein ca. 1200 m langer Graben in Hamburg-Lurup und Hamburg-Bahrenfeld. Seine einzigen Zuflüsse sind der Lüttkampgraben und der Vorhorngraben.

## Schießplatz
Der Name des Grabens kommt vom nahegelegenen Schießplatz am Bahrenfelder Schulgartenweg. Der Schießplatz wurde 1860 von der Preußischen Armee angelegt und 1950 von der Polizei übernommen. Er wurde 2011 stillgelegt.